# Zeus (trojan)
Zeus (o Zbots) è un Trojan che ruba informazioni bancarie tramite sistemi quali keylogger e compilazione di form. Zeus viene distribuito tramite download non autorizzati dall'utente e tramite il phishing. Identificato la prima volta nel luglio 2007 quando fu utilizzato per rubare informazioni dal Dipartimento dei Trasporti degli Stati Uniti, divenne di più larga diffusione nel marzo 2009. Nel luglio 2009, l'azienda di sicurezza Prevx scoprì che Zeus aveva compromesso 74.000 account FTP su siti di compagnie come Bank of America, NASA, Monster, ABC, Oracle, Play.com, Cisco, Amazon e BusinessWeek.

## Proliferazione
I computer che controllano questo Trojan sono diffusi in 196 nazioni. Le cinque nazioni con i casi più significativi sono Egitto, Stati Uniti, Messico, Arabia Saudita e Turchia. Insieme, 2.411 aziende e organizzazioni hanno affermato di essere stati infettati dalle operazioni criminali che vengono eseguite da questo malware.

## Sistemi operativi bersagliati
Il malware Zeus bersaglia solo i computer con Windows, e la maggior parte dei computer che eseguono Windows Vista, e si pensa che la nuova versione possa infettare anche Vista SP1 (Service Pack 1).

## Informazioni bersagliate
Ogni criminale può controllare il tipo di informazione a cui è interessato e rifinire Zeus per rubare solo quelli. Gli esempi includono credenziali di accesso per social network, account e-mail, banking online o altri servizi finanziari. I principali siti in cui vengono rubate credenziali, risultano essere Facebook, Yahoo, Hi5, Metroblog, Sonico e Netlog.

## Rimozione e rilevazione
Zeus è molto difficile da rilevare anche con gli antivirus più aggiornati. Questa è la ragione principale per cui la famiglia dei malware è considerata la più grande e più diffusa in internet. L'unico modo per eliminare il malware Zeus, qualora l'antivirus non fosse riuscito nella rimozione, consiste nella re-installazione dell'intero sistema operativo facendo attenzione a non re-installare programmi anomali scaricati da internet.